# 和歌山県の大学一覧
和歌山県大学の一覧（わかやまけんのだいがくいちらん）は、和歌山県の大学の一覧。

## 国立大学
- 和歌山大学
  - 和歌山大学経済短期大学部 - 廃止

## 公立大学
- 和歌山県立医科大学
  - 和歌山県立医科大学看護短期大学部 - 廃止
- 和歌山県立理科短期大学 - 廃止
- 和歌山県農林大学校

## 私立大学
- 近畿大学 - 生物理工学部
  - 近畿大学青踏女子短期大学 - 廃止
- 和歌山信愛大学
- 和歌山信愛短期大学
- 高野山大学 - 文学部
- 東京医療保健大学 - 和歌山看護学部
- 宝塚医療大学 - 和歌山保健医療学部